# Amanda (slak)
Amanda is een geslacht van weekdieren uit de klasse van de Gastropoda (slakken).

## Soort
- Amanda armata Macnae, 1954